# The Mayfield Four
The Mayfield Four je americká alternativní rocková kapela, založená roku 1996 ve Spokane, Washington. Oficiálně se rozpadla roku 2002.

## Historie
Kapelu založili čtyři přátelé z dětství, kteří sdíleli lásku k hudbě a touhu hrát rock. Byli to Myles Kennedy (zpěv, sólová kytara), Craig Johnson (rytmická kytara) – oba dříve kapela Citizen Swing, dále Marty Meisner (basová kytara) a Zia Uddin (bicí). Na podzim roku 1996 skupina vydala demo s názvem „Thirty Two Point Five Hours“ které rychle přitáhlo pozornost četných odborníků hudebního průmyslu a následné soupeření mezi nabídkami několika prominentních nahrávacích společností vyhráli Epic Records.
Pod křídly Epic vydala kapela nejprve koncem roku 1997 živé EP jménem „Motion“. V květnu roku 1998 vyšlo první album Fallout, které bylo kritiky pochvalně hodnoceno. Následuje patnáctiměsíční propagační turné, kdy jako předskokani hrají pro skupiny Creed, Everclar, Fuel a Big Wreck.
Album se neudrželo v žebříčcích a Craig Johnson opustil kapelu, která si také hledala nový management. Pokračovali tedy jako trio, pouze s Mylesem Kennedym jako kytaristou, a během příštího roku vystupovali na místních festivalech. Ve třech také pokračovali v Kennedyho suterénním studiu v přípravách na další desku, kterou nahráli na sklonku roku 2000.
Druhé studiové album Second Skin vyšlo v červnu r. 2001 a skupina se vydala opět na turné, tentokrát s Alessandrem Cortinim na postu rytmická kytara a doprovodné vokály. Stagnace v prodeji alba donutilo kapelu k ukončení spolupráce s Epic Records v r. 2002. Krátce nato došlo k formálnímu rozpadu a členové pokračovali ve vlastních aktivitách.

## Následné aktivity členů
Jistě nejprominentnější je Kennedyho členství ve skupině Alter Bridge (ex-Creed) na postu zpěvák a doprovodná kytara.
Jako tour zpěvák je účasten Slash World Tour 2010/2011 a nazpíval dvě písně na jeho sólovém albu s názvem „Slash“.
Alessandro Cortini spolupracoval s kapelou Nine Inch Nails v letech 2005 – 2008 a podílel se i na albech „Ghosts I – IV“ a „The Slip“. Zia Uddin je v současnosti členem kapely International Heroes. Také hrál s Alessandrem Cortinim v kapele Modwheelmood.
Marty Meisner spolupracoval s Annie O'Neil a Jim Boyd Band.

## Členové
- Myles Kennedy - zpěv, sólová kytara
- Craig Johnson - baskytara
- Marty Meisner - doprovodná kytara
- Zia Uddin - bicí

+ člen na turné
- Alessandro Cortini - doprovodný zpěv a kytara

## Diskografie
| Rok  | Album            | Vydavatelství |
| ---- | ---------------- | ------------- |
| 1997 | Live EP "Motion" | Epic Records  |
| 1998 | Fallout          | Epic Records  |
| 2001 | Second Skin      | Epic Records  |

### Studiová alba
- Fallout (1998)

Seznam skladeb
1. "Shuddershell" - 4:06
2. "Suckerpunch" - 2:53
3. "Forfeit" - 4:07
4. "Always" - 4:36
5. "No One Nothing" - 3:44
6. "12/31" - 5:55
7. "Fallout" - 4:25
8. "Big Verb" - 5:30
9. "Realign" - 4:37
10. "Don't Walk Away" - 5:27
11. "Overflow" - 6:58
12. "Inner City Blues" - 5:04

- Second Skin (2001)

Seznam skladeb
1. "Sick and Wrong" - 4:23
2. "Loose Cannon" - 3:38
3. "Mars Hotel" - 3:59
4. "Lyla" - 3:01
5. "Eden (Turn the Page)" - 3:56
6. "High" - 3:35
7. "Carry On" - 3:59
8. "Backslide" - 3:05
9. "White Flag" - 4:52
10. "Flatley's Crutch" - 3:35
11. "Believe" - 4:42
12. "Summergirl" - 4:46

### Živé EP
- Motion (1997)

Seznam skladeb
1. "Fallout" - 5:31
2. "10K" - 2:33
3. "No One Nothing" - 3:42
4. "Inner City Blues" - 5:04

### Demo
- Thirty Two Point Five Hours (1996)

### Singly
- Sick and Wrong
- Eden
- Don't Walk Away
- Always

Kapela vydala pouze jeden oficiální videoklip a to k singlu "Sick and Wrong" z druhého alba "Second Skin" Videoklip na Youtube